# 삼성중학교 (서울)
삼성중학교(三星中學校)는 대한민국 서울특별시 관악구 신림동에 있는 공립 중학교이다.

## 학교 연혁
- 1970년 8월 1일 : 신림여자중학교 설립 인가(공립)
- 1970년 9월 21일 : 초대 변탁연 교장 취임
- 1971년 3월 1일 : 준공 및 개교식(13학급)
- 2004년 3월 1일 : “삼성중학교” 로 교명 변경, 남녀 공학 실시
- 2012년 11월 16일 : 한울관(학교강당) 개관
- 2018년 2월 1일 : 제45회 졸업(107명, 졸업생누계 27,292명)
- 2022년 9월 1일 : 제17대 박경희 교장 취임

## 참고 자료
- 삼성중학교 - 한국교육학술정보원 학교알리미